# Courant du Labrador
Pour les articles homonymes, voir Labrador.

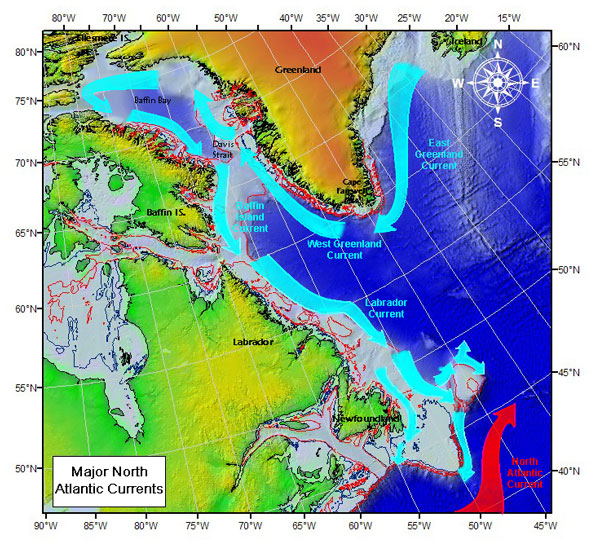
Courants de l'Atlantique nord-ouest

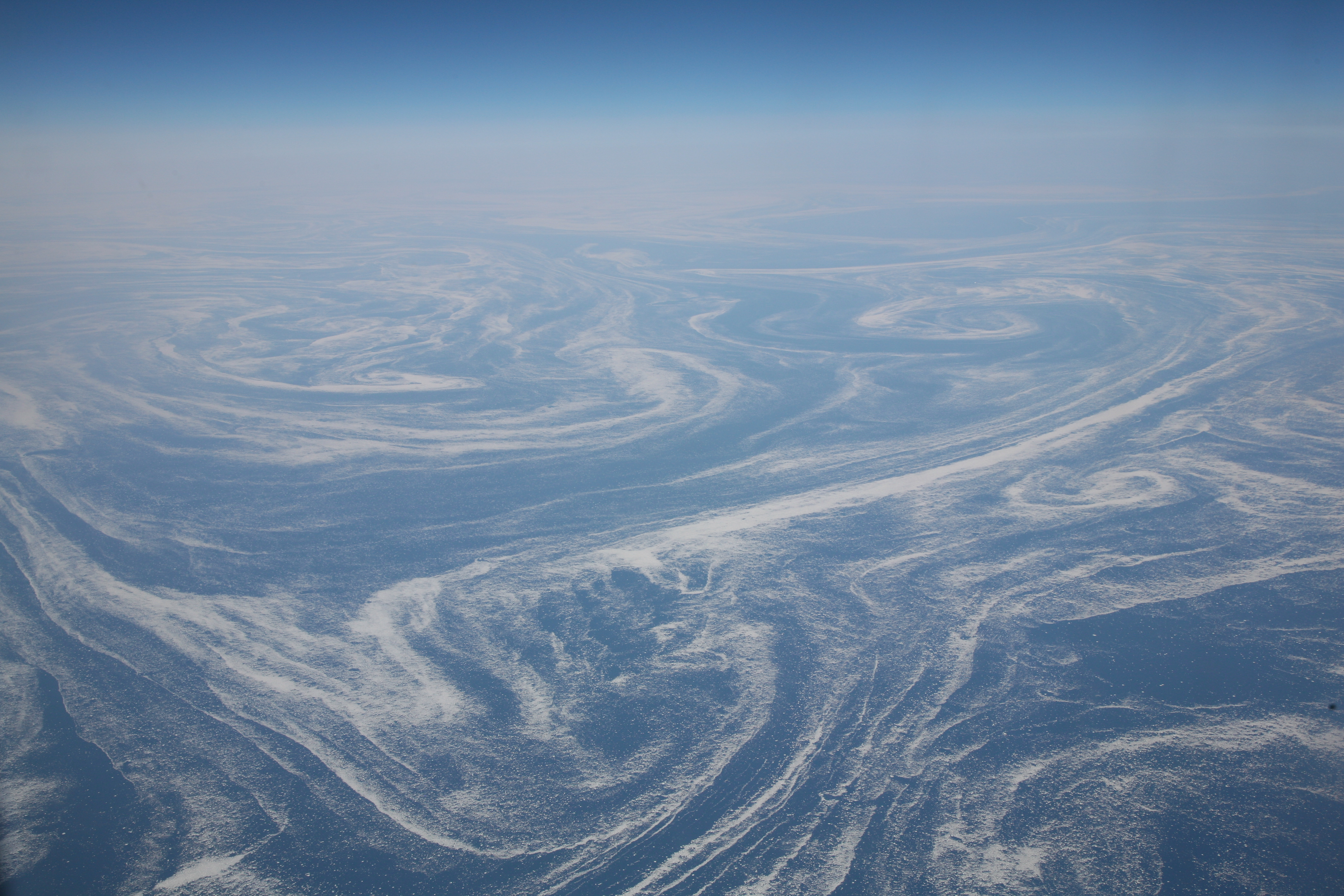
Le courant du Labrador vu d'avion

Le courant du Labrador est un courant océanique froid dans le nord de l'Atlantique.
Il provient de l'océan Arctique et se dirige vers le sud. Il est la continuation de 2 courants arctiques: le courant occidental du Groenland et le courant de l'île de Baffin. Il s'écoule le long de la côte du Labrador et de la côte orientale de l'île de Terre-Neuve pour se diriger ensuite vers le Sud-Est et les côtes de la Nouvelle-Écosse. Une branche de ce courant part vers l'ouest, le long de la côte sud de Terre-Neuve et pénètre dans le golfe du Saint-Laurent.
Ce courant a pour conséquence un refroidissement des côtes orientales du Canada et de la Nouvelle-Angleterre. Les eaux de ces côtes sont plus froides de 7 à 10 °C aux eaux, pour une latitude similaire, des côtes occidentales de l'Amérique du Nord et de l'Europe. L'eau du courant du Labrador étant moins salée, elle gèle aussi plus facilement ce qui explique que les côtes de l'Est canadien puissent être prises dans les glaces en hiver même à des latitudes assez basses. Au printemps et en été, ce courant charrie des icebergs, souvent détachés des glaciers du Groenland, vers l'Atlantique Nord et ses lignes maritimes. 
La rencontre du Labrador avec l'eau plus chaude du Gulf Stream à hauteur de Terre-Neuve crée les célèbres brumes des Grands Bancs, mais transforme cette zone de haut-fonds en une des zones les plus poissonneuses au monde.